# 小林可愛到爆！！
《小林可愛到爆！！》（日语：小林が可愛すぎてツライっ!!）是日本漫畫家池山田剛創作的日本漫畫作品。副標題為「LOVE×LOVE×LOVE」。於小學館《Sho-Comi》2012年第18號連載至2015年第23号。單行本全15卷。
本作登場角色皆以日本戰國時代武將的名字轉換。例如主角小林愛與小林十為伊達政宗之正室愛姬和家臣小十郎。

## 故事簡介
某日，小林愛受到雙胞胎哥哥·小林十的請求代替其去學校參加考試，無法拒絕的愛只好和十交換身分替對方去上學。男扮女裝的十在愛的學校幫助了被欺負的竹中紫乃，進而建立了深厚的友情；並且喜歡上了她。另一方面，愛則在十的學校因一連串的誤會遭到不良少年的包圍，此時被一名右眼戴著眼罩男生真田蒼解救，在此對他產生了好感……

## 人物介紹
小林愛
聲：藤村步（動畫）／高垣彩陽（遊戲）
通稱「小愛」，初登場是高中1年級生，15歲、十的孿生妹妹。喜歡武士遊戲的「歷女」。偶然在街上巧遇真田蒼，並意外吻了他。被十勉強交換身分而進入明智學園，與真田蒼再會。喜歡真田蒼。後與真田蒼交往。得知真田蒼燒傷的真相後，並不因此嫌棄蒼，反而對蒼過去都獨自承受這種心痛感到憐惜，當蒼提到怕被嫌棄時感到生氣，向蒼表白自己對蒼的愛意。因與真田蒼交往後，雖底子沒變，但給人的感覺逐漸擺脫「宅女」的形象，也因此受男生歡迎不少。
目前與真田蒼遠距離交往中。
小林十
聲：藤村步（動畫）／高垣彩陽（遊戲）
小愛的孿生哥哥、明智學園的學生。個性剛好跟愛相反。劍道部的部員、對任何女孩都很溫柔。很受女孩子歡迎、但性格有點麻煩。對於歷史測驗很苦惱，所以拜託小林愛交換身份。救了受德川梓欺負的竹中紫乃並喜歡上了她，讓十第一次知道真正的愛情。但在知道紫乃喜歡的人之後，決心幫助紫乃實現戀情，因而失戀。但是後來逐漸被德川梓吸引。了解梓的家庭背景後決定幫助梓脫逃，在梓父母面前向梓求婚並帶走梓（但因十未達結婚年齡，只能先交往），梓在與母親和好後，約定只要梓願意，多少次都會去救她。
目前與德川梓交往中。
真田蒼
聲：小野大輔（動畫、遊戲共通）
紫乃的哥哥，與十同一個學校，明智學園高中2年生的男孩子。有著秘密的男孩子、右眼帶著眼罩。救了在屋頂上被追殺、和十交換身份的小林愛。身上有著薰衣草的香味。喜歡小林愛。後與小林愛交往。因童年弄得燒傷而被母親討厭，患有女性恐懼症。從小因燒傷的自卑而刻意與人保持距離，甚至因女性恐懼症關係而不能與愛親密接觸。因愛幫忙克服後彼此關係更加親密，後選擇報考愛故鄉的大學。
目前與小林愛遠距離交往中。
竹中紫乃
蒼的妹妹，與愛同一個學校的同年的女孩子。與蒼同樣是個謎很多的女孩子、耳朵聽不到，所以無法說話、但會比手語與十會話、會讀唇語。被十救了後，廣交朋友、但不知道十是個男孩子。夢想是成為一名小說家。因偶遇到過去教導過自己的大學生輔導老師而產生戀情，在十的幫助下與之告白。後來才知道十是男孩子，與十成為好友。後得知原來紫乃是德川梓同父異母的姊姊，因紫乃的母親關係使德川梓從小感受不到家庭溫暖，也造成兩人之間的嫌隙。
目前和一大學生交往中。
德川梓
聲：淺倉杏美（動畫）／芹澤優（遊戲）
紫乃學校理事長的女兒、雜誌的美少女模特兒。外表像個天使但其實性格很高傲以及傲慢，被十說性格很醜陋，初登場時欺負竹中紫乃，曾說過很討厭紫乃一家人。後來漸漸的對十有好感並喜歡上了他。雖然個性如大小姐般，但是有時候還是會露出純情少女的一面，所以有時候會讓十心動。在跟蹤狂事件期間，明白了自己已經喜歡十到無法自拔的地步，事件結束後向十告白，但嘴硬的說希望十也喜歡上她後再交往。因父母是家族婚姻的關係，彼此之間相處並不好，也是造成梓對人不信任原因，更因此討厭紫乃。在父母爆發醜聞時，接受十的求婚並私奔，並在小林家暫居一陣子，後與母親和好並搬出小林家。
目前與小林十交往中。
上杉知永
聲：蒼井翔太（遊戲）
轉入明智學園、對蒼抱有敵意的少年，知道蒼過去的秘密。其實是蒼國中時期的朋友，因蒼聽到知永父母希望彼此保持距離而遠離知永，但知永並不知情，以為是蒼瞧不起他。
後在小林愛的幫助下與蒼解開誤會，同時知永也對愛懷有好感，對蒼放話說會趁機搶走愛。
重實
聲：井之上潤（動畫）
於動畫第二話中登場，與蒼額頭相撞後交換身體。
是一隻黑色公貓，對小愛抱持好感。

## 出版書籍
| 卷數 | 小學館         | 小學館                                                            | 東立出版社     | 東立出版社             |
| 卷數 | 發售日期       | ISBN                                                              | 發售日期       | ISBN                   |
| ---- | -------------- | ----------------------------------------------------------------- | -------------- | ---------------------- |
| 1    | 2012年12月26日 | ISBN 978-4-09-134826-5                                            | 2013年11月1日  | ISBN 978-986-337-248-6 |
| 2    | 2013年3月6日   | ISBN 978-4-09-134875-3                                            | 2014年1月3日   | ISBN 978-986-337-249-3 |
| 3    | 2013年7月26日  | ISBN 978-4-09-135372-6（通常版） ISBN 978-4-09-159152-4（特裝版） | 2014年6月5日   | ISBN 978-986-337-250-9 |
| 4    | 2013年8月26日  | ISBN 978-4-09-135376-4                                            | 2014年7月8日   | ISBN 978-986-337-530-2 |
| 5    | 2013年12月26日 | ISBN 978-4-09-135645-1                                            | 2015年4月27日  | ISBN 978-986-348-957-3 |
| 6    | 2014年3月26日  | ISBN 978-4-09-135786-1（通常版） ISBN 978-4-09-159186-9（特裝版） | 2015年4月27日  | ISBN 978-986-348-957-3 |
| 7    | 2014年7月25日  | ISBN 978-4-09-136172-1                                            | 2015年8月13日  | ISBN 978-986-365-397-4 |
| 8    | 2014年10月24日 | ISBN 978-4-09-136544-6                                            | 2015年10月8日  | ISBN 978-986-382-100-7 |
| 9    | 2014年12月26日 | ISBN 978-4-09-136586-6                                            | 2016年6月23日  | ISBN 978-986-382-479-4 |
| 10   | 2015年1月26日  | ISBN 978-4-09-136638-2                                            | 2016年9月8日   | ISBN 978-986-382-911-9 |
| 11   | 2015年4月24日  | ISBN 978-4-09-137180-5                                            | 2016年12月19日 | ISBN 978-986-431-500-0 |
| 12   | 2015年7月24日  | ISBN 978-4-09-137529-2                                            | 2017年2月21日  | ISBN 978-986-431-873-5 |
| 13   | 2015年10月24日 | ISBN 978-4-09-137799-9                                            | 2017年4月27日  | ISBN 978-986-462-404-1 |
| 14   | 2015年12月25日 | ISBN 978-4-09-137867-5                                            | 2017年10月6日  | ISBN 978-986-462-943-5 |
| 15   | 2016年1月26日  | ISBN 978-4-09-138264-1                                            | 2017年11月2日  | ISBN 978-986-462-944-2 |

## OVA
同捆於2013年7月26日發售的漫畫第3卷附DVD特裝版。

### 製作人員
- 監督、演出 - 淺見松雄
- 人物設計、作畫監督 - 大河原晴男
- 色彩設定 - 植木義則
- 美術監督 - Bic Studio
- 攝影監督 - 廣鼻力也
- 音響監督 -
- 音樂 - e-Berry
- 音響效果 - swara pro
- 音響製作 -
- 執行製作人 - 荻原綾乃（小學館）、伊藤靖浩（Softgarage）
- 製作人 - 庄子昴平（小學館）、西潟崇、中村正雄（Softgarage）
- 製作協力 - Softgarage
- 製作 - 小學館 Sho-Comi 編集部

## 腳註
1. ↑  .   [2013-12-24]. （原始内容存档于2016-08-27） （日语）.
2. 1 2 3  .   [2013-12-24]. （原始内容存档于2019-04-06） （日语）.
3. ↑  .   [2013-12-23]. （原始内容存档于2016-03-04） （日语）.

## 外部連結
- sho-comi（日語）
- 小林可愛到爆！！｜Happinet （页面存档备份，存于）（日語）